# Niño con un cesto de frutas
Niño con un cesto de frutas es un cuadro de Caravaggio datado en 1593, que se exhibe en la Galería Borghese de Roma. Había sido retirado del taller del Caballero de Arpino por el fiscal del papa Paulo V Borghese en 1607.
El cuadro muestra a un joven sosteniendo un cesto de frutas, en medio de un panorama tenebrista y desolado. El muchacho es sensual y con unos ojos negros vivos y penetrantes. Este cuadro fue alabado en su tiempo por su viveza y más tarde fue precursor de otros genios universales como Francisco de Zurbarán.
En esta obra, Caravaggio introduce por primera vez en un cuadro suyo el rayo de luz diagonal, que posteriormente sería habitual.